# Stazione di Carbonia
Stazione di Carbonia 1974-ben bezárt vasútállomás Olaszországban, Szardínia régióban, Carbonia településen.

## Vasútvonalak
Az állomást az alábbi vasútvonalak érintették:
- San Giovanni Suergiu-Iglesias-vasútvonal

## Kapcsolódó állomások
A vasútállomáshoz az alábbi állomások vannak a legközelebb: 
- Sirai railway station
- Serbariu railway station